# لوسینه آرزتسیان
لوسینه آرزتسیان (ارمنی: Լուսինե Արզցյան؛ انگلیسی: Lusine Arzcyan؛ ۱۹۷۶) یک بدمینتون‌باز زن اهل ارمنستان است .